# Christophe Bouchut
Christophe Bouchut (24 de septiembre de 1966, Voiron, Francia) es un piloto de automovilismo de velocidad. Ganó las 24 Horas de Le Mans de 1993, las 24 Horas de Daytona de 1995 y las 24 Horas de Spa de 2001 y 2002. También se coronó en el Campeonato FIA GT en la clase N-GT en 2001 y GT en 2001 y 2002, y fue campeón de la clase GTS de la European Le Mans Series en 2004 y de LMP2 de la American Le Mans Series en 2011 y 2012.

## Carrera deportiva
Después de iniciarse en el karting, Bouchut fue subcampeón 1989 de la Fórmula Ford Francesa. En 1990 y 1991 disputó la Fórmula 3 Francesa, donde resultó campeón en su segundo intento. Asimismo, llegó segundo en el Gran Premio de Macao y sexto en el Gran Premio de Mónaco de Fórmula 3.
Bouchut dejó los monoplazas por los sport prototipos en 1992, y fue campeón de la Copa Peugeot 905 Spider Francesa. Ello le valió una invitación de Peugeot Sport a diputar junto al también joven Éric Hélary la última fecha del Campeonato Mundial de Resistencia en Magny-Cours, que terminaron en segundo lugar al volante de un Peugeot 905.
El Campeonato Mundial de Resistencia se dejó de disputar en 1993. Bouchut continuó como piloto oficial de Peugeot, ya que ganó las 24 Horas de Le Mans junto a Hélary y Geoff Brabham, nuevamente en un Peugeot 905; terminó cuarto en el Campeonato Francés de Superturismos en un Peugeot 405, y llegó décimo y noveno con el mismo automóvil en las dos mangas de la Copa Mundial de Turismos disputada en Monza.
Bouchout fue campeón de la Copa Porsche Carrera Francia en 1994, 1995 y 1996. En 1995, el equipo Larrousse de Fórmula 1 contrató a Bouchut para disputar la temporada 1995. Sin embargo, el equipo no se presentó en ningún Gran Premio por falta de dinero su posible compañero de equipo iba a ser otro frances Eric Comas con sus posibles probadores iban a ser Elton Julian (España) y Emmanuel Clerico (Francia). Bouchut sí disputó todas las fechas de la Fórmula 3000 Internacional. Allí cosechó un segundo lugar en Spa-Francorchamps que lo dejó en la décima colocación en el campeonato.
En 1996, disputó siete fechas de la BPR Global GT Series para distintos equipos. En 1997, participó en siete fechas del reformulado Campeonato FIA GT: cinco de ellas en un Porsche 911 GT1 de Kremer, una en un 911 GT2 de Roock, y una en un Porsche 911 GT2 de Kremer; en esta última llegó sexto en la clase GT2 y sumó un punto.
Mientras, continuó corriendo las 24 Horas de Le Mans. En 1994, llegó sexto en la clase GT2 en un Honda NSX de Kremer. En 1995, llegó sexto absoluto y segundo en la clase WSC en un Kremer-Porsche. En 1996, abandonó con el mismo automóvil y equipo. En 1997, volvió a abandonar para Kremer, esta vez en un Porsche 911 GT1. También disputó otras carreras de resistencia para Porsche. En 1995, fue ganador absoluto de las 24 Horas de Daytona en un Kremer-Porsche. Con el mismo automóvil, resultó tercero en la fecha de Jarama del Campeonato de la FIA de Sport Prototipos de 1997. En 1998, llegó tercero absoluto en las 24 Horas de Daytona en un Porsche 911 GT1 de Larbre. En 2000, volvió a disputar esa carrera en un Porsche 911 de Larbre, donde abandonó.
Bouchut se convirtió piloto de Mercedes-Benz en 1998. Ese año, corrió en las 24 Horas de Le Mans junto a Ricardo Zonta y Jean-Marc Gounon en un Mercedes-Benz CLK LM, que abandonó. Asimismo, disputó el Campeonato FIA GT junto a Bernd Mayländer en un Mercedes-Benz CLK GTR de la clase GT1. Sumaron dos cuartos lugares y un sexto, de manera que quedaron 15º. La clase GT1 se eliminó del Campeonato FIA GT para 1999. Bouchut participó en las 24 Horas de Le Mans con el nuevo Mercedes-Benz CLR de la clase LMGTP. Durante la carrera, su automóvil chocó y voló espectacularmente cuando lo pilotaba Peter Dumbreck, de manera similar a como había ocurrido en entrenamientos. Eso motivó que Mercedes-Benz dejara de correr en sport prototipos.
Por ello, Bouchut volvió a correr para Porsche en gran turismos en 2000. Junto a Patrice Goueslard, obtuvo seis victorias de clase y nueve podios en diez carreras del Campeonato FIA GT para Larbre en un Porsche 911 de la clase N-GT. De esta manera, consiguieron los títulos de pilotos y equipos con comodidad. Con Jean-Luc Chereau como tercer piloto, participó en las 24 Horas de Le Mans, donde abandonó. Bouchut también corrió en cinco fechas de la American Le Mans Series. Sus mejores resultados fueron dos quintos lugares en la clase GT en las 12 Horas de Sebring para LR y en la fecha de Laguna Seca para Seikel, ambos en un Porsche 911.
Larbre pasó competir con un Chrysler Viper en el Campeonato FIA GT en 2001. Bouchut hizo pareja con Jean-Philippe Belloc en el equipo. De las 11 carreras ganaron cuatro, incluyendo las 24 Horas de Spa con Marc Duez como tercer piloto, y seis podios, con lo que Bouchut y Larbre repitieron títulos. Bouchut, Belloc y Tiago Monteiro disputaron las 24 Horas de Le Mans en un Chrysler Viper de Larbre, que llegó retrasado. Asimismo, Bouchut volvió a correr en la American Le Mans Series en un Porsche 911 de la clase GT: llegó quinto en su clase y 13º absoluto en las 12 Horas de Sebring, y sexto en su clase en la carrera de Texas.
En 2002, Bouchut volvió a cambiar de compañero de butaca en el Campeonato FIA GT, esta vez David Terrien, y volvió a ganar el campeonatos de pilotos y el de equipos para Larbre. Esta vez, consiguió una única victoria, en las 24 Horas de Spa junto a Sébastien Bourdais y Vincent Vosse, y seis podios en diez carreras. Bouchut y Vosse corrieron las 12 Horas de Sebring y las 24 Horas de Le Mans, siempre en un Chrysler Viper de Larbre: llegaron terceros en la clase GTS y 11º absolutos en Sebring, y cuartos en la clase GTS en Le Mans, en este caso acompañados de Patrice Goueslard. Bouchut pilotó en Daytona para Larbre, donde llegó octavo absoluto en un Dodge Viper. También en 2002, Bouchut y Stéphane Ortelli disputaron Petit Le Mans en un Porsche 911 de Cirtek, que terminó a varias vueltas del vencedor de GT.
Larbre dejó de competir de manera regular en el Campeonato FIA GT en 2003. Bouchut continuó apareciendo en el campeonato para ese equipo: abandonó en dos carreras que disputó junto a Belloc, y llegó cuarto en las 24 Horas de Spa junto a Vosse, Dumez y Patrick Huisman. También disputó dos carreras de resistencia en Le Mans en un Chrysler Viper GTS de Larbre: llegó cuarto en su clase en las 24 Horas de Le Mans en junio, y llegó tercero en su clase y octavo absoluto en los 1000 km de Le Mans en noviembre, la carrera que antecedió a la reencarnación de la European Le Mans Series.
Larbre se retiró definitivamente del Campeonato FIA GT en 2004, y pasó a correr con una Ferrari 550 en la European Le Mans Series. Bouchut, Pedro Lamy y Steve Zacchia ganaron las cuatro carreras y se llevaron los títulos de pilotos y equipos de GTS. En las 24 Horas de Le Mans, el francés corrió para Larbre junto a Goueslard y Olivier Dupard; llegaron quintos en GTS y 14º absolutos, a 28 vueltas del Chevrolet Corvette vencedor en GTS. También participó en cinco fechas del Campeonato FIA GT en un Chrysler Viper, esta vez por el equipo Zwaans, para el cual sumó un punto al lograr un sexto lugar en Monza; en la fecha de Zhuhai, llegó cuarto en una Ferrari 550 de BMS Scuderia Italia. Bouchut corrió también en Estados Unidos, ya que terminó las 12 Horas de Sebring a 33 vueltas del ganador en un Panoz GTP de la clase LMP1; y volvió a pilotar un Porsche 911 Cirtek en Petit Le Mans con Ortelli, llegando a 12 vueltas del ganador.
Ante el retiro de Larbre de la European Le Mans Series, Bouchut se unió a Convers a pilotar nuevamente una Ferrari 550 de la ahora llamada clase GT1. Sumó tres podios pero ninguna victoria, por lo que terminó quinto en el campeonato junto a su compañero de butaca habitual, Alexey Vasilyev. Ambos fueron compañeros de butaca también en el equipo Russian Age del Campeonato FIA GT. Siete fechas las disputó en una Ferrari 550, y las tres últimas en un Aston Martin DBR9. En la última de ellas venció, contando como compañero de butaca a Antonio García. Bouchut disputó las 24 Horas de Spa en una Ferrari 550 de Larbre, donde llegó tercero. Estos dos resultados le permitieron finalizar 13º en el campeonato. Por otra parte, abandonó en las 12 Horas de Sebring en una Ferrari 550 de Larbre, y llegó retrasado en las 24 Horas de Le Mans en una Ferrari 550 de Russian Age / Convers.
Para 2006, Bouchut volvió a disputar simultáneamente la European Le Mans Series y el Campeonato FIA GT. En el primero de ellos, pilotó un Porsche 911 de la clase GT2 en el equipo IMSA Performance junto a Raymond Narac. Sumó un cuarto lugar y dos quintos, con lo cual quedó noveno en el campeonato de pilotos de GT2. En el segundo de ellos, disputó ocho de diez fechas para cuatro equipos distintos, alternando carreras al volante de un Aston Martin DBR9 y un Lamborghini Murciélago; su mejor resultado fue un cuarto lugar para Cirtek en Silverstone, y terminó 23º. Ese año, no disputó las 24 Horas de Le Mans.
Larbre volvió a la European Le Mans Series en 2007 con un Aston Martin DBR9 oficial de la clase GT1, y contrató a Bouchut para liderar una tripulación formada por Fabrizio Gollin y Gabriele Gardel. Sumaron dos segundo lugares y dos terceros, por lo que quedaron quintos en el campeonato de pilotos detrás de las tripulaciones de Oreca y Luc Alphand. En las 24 Horas de Le Mans, Bouchut, Gollin y Casper Elgaard llegaron terceros en GT1 para Larbre y séptimos absolutos. Por otra parte, Bouchut se estableció en el equipo Münnich del Campeonato FIA GT, para acompañar a Stefan Mücke. Ganó una carrera y llegó segundo en otra, pero puntuó en apenas una adicional, lo cual le significó quedar 16º en el campeonato.
Bouchut se dedicó principalmente al Campeonato FIA GT, donde corrió junto a Xavier Maassen para Selleslagh en un Chevrolet Corvette de la clase GT1. Venció en una prueba, subió a podio en otra y consiguió dos cuartos puestos. Como consecuencia, finalizaron la temporada en 13.eɽ lugar como séptima mejor dupla. El francés disputó también una carrera de la European Le Mans Series y las 24 Horas de Le Mans en un Saleen S7 de Larbre; llegó segundo en la clase GT1 en Cataluña y retrasado en Le Mans.
El piloto disputó varias fechas de la Grand-Am Rolex Sports Car Series en 2009 en un Riley-BMW de Level 5. Consiguió u tercer lugar y un cuarto, en ambos casos junto a Scott Tucker. En Europa, participó en los 1000 km de Spa-Francorchamps de la European Le Mans Series y en las 24 Horas de Le Mans, llegando retrasado en ambas: la primera en un Lamborghini Gallardo de Reiter, y la segunda en una Ferrari F430 de JMB, en ambos casos de GT2.
En 2010, Bouchut disputó las dos primeras fechas de la Grand-Am Rolezx Series junto a Scott Tucker, nuevamente en un Riley-BMW. Luego continuó corriendo en Estados Unidos junto a Scott Tucker para Level 5, pero ahora en la monomarca LMPC de la American Le Mans Series. Ganaron cuatro carreras, entre ellas las 12 Horas de Sebring, pero dos veces no disputaron la carrera completa y Tucker sí lo hizo en otro automóvil. Por ello, Tucker fue campeón y Bouchut fue relegado al cuarto lugar en el campeonato de pilotos de LMPC, detrás de la dupla de Gunnar. Bouchut, Tucker y Manuel Rodrigues compitieron en las 24 Horas de Le Mans en un Audi R10 TDI de la clase principal, LMP1, que llegó a meta muy retrasado. El francés tuvo un programa paralelo en el ahora llamado Campeonato Mundial de GT1, donde participó en seis fechas en un Lamborghini Murciélago de Münnich; su mejor resultado fue un octavo.
Level 5 ascendió a la clase LMP2 en 2011 al adoptar un Lola-HPD, y Bouchut continuó en el equipo. Disputó cinco fechas de la Copa Intercontinental Le Mans, con João Barbosa como tercer piloto, donde sumaron una victoria de clase en Petit Le Mans y dos terceros lugares en Le Mans e Imola. Eso no bastó para derrotar a los dos equipos franceses, Signatech y Oak, en la lucha por el campeonato de equipos de LMP2. Bouchut disputó otras tres carreras para Level 5 en la American Le Mans Series además de las 12 Horas de Sebring y Petit Le Mans, con lo cual junto con Tucker fue campeón de LMP2 al no haber rivales en el certamen. También disputaron las 24 Horas de Daytona, donde llegaron octavos.
Continuando en el equipo Level 5 en 2012 pero con un HPD ARX-03b, Bouchut venció en siete de las diez fechas junto a Tucker, derrotando así a la dupla de Conquest en la lucha por los títulos de pilotos y equipos de P2. También disputó las 24 Horas de Le Mans para Leval con Luis Díaz como tercer equipo, donde abandonó.

## Resultados

### Campeonato Mundial de Resistencia de la FIA
(Clave) (negrita indica pole position) (cursiva indica vuelta rápida)

| Año  | Escudería | Clase | Automóvil             | 1   | 2   | 3   | 4   | 5   | 6   | 7   | 8   | Pos. | Puntos | Ref.  |
| ---- | --------- | ----- | --------------------- | --- | --- | --- | --- | --- | --- | --- | --- | ---- | ------ | ----- |
| 2013 | Lotus     | LMP2  | Lotus T128-Praga Judd | SIL | SPA | LMS | SÃO | COA | FUJ | SHA | BHR | NC   | 0      | [ 1 ] |
| 2013 | Lotus     | LMP2  | Lotus T128-Praga Judd | Ret |     | Ret | Ret |     |     | Ret |     | NC   | 0      | [ 1 ] |
| 2014 | Lotus     | LMP1  | CLM P1/01-AER         | SIL | SPA | LMS | COA | FUJ | SHA | BHR | SÃO | 25.º | 0.5    | [ 2 ] |
| 2014 | Lotus     | LMP1  | CLM P1/01-AER         |     |     |     | 15  | Ret |     |     |     | 25.º | 0.5    | [ 2 ] |